# Skrotinhos
Os Skrotinhos são personagens fictícios de histórias em quadrinhos humorísticas criados pelo cartunista Angeli em 1987, e que abrilhantaram as páginas da extinta revista Chiclete com Banana. A tira seria uma forma de homenagear os quadrinhos clássicos dos Katzenjammer Kids, conhecidos no Brasil como "Os sobrinhos do capitão". Angeli também criou duas versões alternativas, chamadas de "As Skrotinhas" e "The Little Black Skrots".
Aparentemente, os Skrotinhos são dois irmãos gêmeos, baixinhos, de óculos, ambos  vestindo camisas havaianas, desbocados e desprovidos de bom senso, que vivem a fazer troças de qualquer pessoa conhecida ou desconhecida que encontrem em suas histórias. 
Ex: Os Skrotinhos estão a passear pela cidade, e veem um corpo no chão. Um deles diz: Um Corpo no chão! Será que está mesmo morto?
Outro responde: Só saberemos se cuspirmos na cara dele. Se nos mandar ir a merda, é porque tá vivo!

## Outras mídias
Os personagens chegaram a estrelar dois comerciais da cerveja Kaiser Summer Draft, mas este só passava na Band. A dublagem de suas vozes eram bem grossas. Um feito incomum, dado que no Brasil, histórias em quadrinhos ainda tem o preconceito de ser encarada como coisa infantil, e ditos personagens de quadrinhos, bem como qualquer garoto propaganda com apelo infantil, são proibidos pela legislação brasileira de aparecerem em um comercial de cerveja. A cervejaria Brahma foi proibida de utilizar novamente o caranguejinho em seus comerciais.[carece de fontes?]